# 浜木綿子
浜 木綿子（はま ゆうこ、1935年10月31日 - ）は、日本の女優。元・宝塚歌劇団雪組トップ娘役。東京府東京市目黒区生まれ、大阪府豊中市梅花中学校・高等学校出身。宝塚歌劇団時代の愛称は本名から「アツコ」。息子は俳優の香川照之、孫は歌舞伎役者の五代目市川團子。

## 来歴・人物
宝塚音楽学校を経て、1953年に宝塚歌劇団に入団。
宝塚歌劇団40期生であり、同期生には那智わたる・藤里美保・麻鳥千穂らがいる。宝塚入団時の成績は64人中3位。
入団当初は娘役として、春日野八千代、明石照子、寿美花代などを相手に『恋人よ我に帰れ』、『青い珊瑚礁』などでの演技ぶりでその存在を認められ、『がしんたれ』、『がめつい奴』など外部出演も多かった。
1961年4月30日 付で、宝塚歌劇団を退団。最終出演公演の演目は『残雪／華麗なる千拍子』。その後は東宝現代劇と契約、舞台女優として『悲しき道具』（1962年）で文化庁芸術祭奨励賞、『湯葉』（1973年）でゴールデン・アロー賞演劇部門賞など数々の賞を得る。
1980年代から2000年代前半にかけ、2時間ドラマの主演で多彩な役をこなしてお茶の間の人気を得る。『おふくろシリーズ』や『女監察医・室生亜季子』を産み出し、平成7年にはおふくろシリーズで第3回橋田賞を受賞。なお、火曜サスペンス劇場では最多主演した。
1965年、三代目市川猿之助（後の二代目市川猿翁）と結婚。同年NHK大河ドラマ『太閤記』に念仏踊りの姉妹の姉役で出演していたが、妊娠のため番組を途中で降板。そして12月に長男の照之(香川照之)を出産した。
森光子主演舞台「放浪記」の初演当時は、浜が日夏京子を演じていた。
1968年、息子の照之が1歳の時に夫が16歳年上の愛人である日本舞踊家・藤間紫の元へ移り住んだため、照之が3歳の時に離婚。照之は浜が引き取り、母の協力のもと、女優を続けながら育て上げた。
1989年、『人生は、ガタゴト列車に乗って…』の井上マス役の演技により第15回『菊田一夫演劇賞大賞』を受賞。芸能生活60周年記念として2013年に『新版 人生は、ガタゴト列車に乗って…』として井上マス役を再演した。芸能生活60周年を迎え、永年の舞台の功績に対して、第38回『菊田一夫演劇賞特別賞』を受賞した。
2000年紫綬褒章受章。
2004年2月売らいでか!のヒロイン・なつ枝の出演500回を達成。
2013年5月、典雅きもの学院の名誉理事長に就任。
2014年秋の叙勲で旭日小綬章を受章。同年、古巣・宝塚歌劇団の創立100周年記念で創立された『宝塚歌劇の殿堂』最初の100人のひとりとして殿堂入り。
過去に出演していたシリーズ作品が完結・終了してからは年間1か月の座長公演およびその稽古期間、CM出演（後述）を除き、2016年以降は新規のテレビドラマ出演がなく、悠々自適の生活を送っている。息子一家と同居しており、一時期は元夫も加わり生活していた。

## 宝塚歌劇団時代の主な舞台
- 聯隊の娘（花組公演、1956年4月1日 - 4月29日、宝塚大劇場、作者：白井鐵造）
- 緑のハイデルベルヒ（雪組公演、1956年5月1日 - 5月30日、宝塚大劇場、作者：内海重典）
- ペロー博士の贈物／夜霧の女（雪組公演、1956年10月2日 - 10月30日、宝塚大劇場、作者：飯沢匡（『ペロー博士の贈物』担当）、演出：高木史朗（『ペロー博士の贈物』担当）、作者：竹内弘光（『夜霧の女』担当）
- 即興詩人／モン・パリ（雪組公演、1957年8月1日 - 8月30日、宝塚大劇場、構成・演出：白井鐵造（両作品担当）、脚本：高崎邦祐（『即興詩人』担当））
- 恋人よ我に帰れ（月組公演、1958年1月1日 - 1月29日、宝塚大劇場、作者：白井鐵造）
- 第六の地球／白夜に帰る（雪組公演、1958年3月1日 - 3月24日、宝塚大劇場、作者：飯沢匡（『第六の地球』担当）、脚本・演出：内海重典（『白夜に帰る』は演出のみ担当）、作者：矢代静一（『白夜に帰る』担当））
- ブロードウェイ・シンデレラ／花の中の子供たち（月組公演、1958年8月2日 - 8月31日、東京宝塚劇場、作者：高木史朗）
- 青い珊瑚礁（月組公演、1958年10月1日 - 10月30日、宝塚大劇場、作者：内海重典）
- カレンダー・ガールス（花・月・雪組合同公演、1958年12月2日 - 12月26日、宝塚大劇場、構成・演出：横澤英雄）
- 日本美女絵巻／ミュージック・アルバム（月組公演、1959年2月1日 - 2月26日、宝塚大劇場、演出：白井鐵造（両作品担当）、脚本：菅沼・植田（『日本美女絵巻』担当））
- アメリカ・カナダ公演（1959年）
- 扇／燃える氷河（雪組公演、1960年3月2日 - 3月23日、宝塚大劇場、作者：高木史朗（『扇』担当）、作者：北條秀司（『燃える氷河』担当））
- 春の踊り（日本の恋の物語）／三文アムール（雪組公演、1960年5月1日 - 5月30日、宝塚大劇場、作者：白井鐵造（『春の踊り』担当）、脚本：菅沼潤（『春の踊り』担当）、作者：矢代静一（『三文アムール』担当）、演出：内海重典（『三文アムール』担当））
- 新・竹取物語／カルメン・カリビア（雪組公演、1960年9月2日 - 9月29日、宝塚大劇場、作者：小原弘亘（『新・竹取物語』担当）・内海重典（『カルメン・カリビア』担当））
- がめつい奴（外部出演、1960年）
- がしんたれ（外部出演、芸術座、1960年）
- 残雪／華麗なる千拍子（雪組公演、1961年2月3日 - 2月26日、宝塚大劇場、作者：高木史朗（両作品担当））

## 宝塚歌劇団退団後の主な活動

### 舞台
- 異母姉妹（原作：平岩弓枝、演出：石井ふく子） - 名古屋演劇ペンクラブ賞受賞
- 放浪記（1961年10月 - 12月、1962年3月 - 5月、芸術座） - 日夏京子
- 帝劇グランド・ロマン「風と共に去りぬ 第1部」（1966年11月 - 1967年4月、帝国劇場）
  - 新春帝劇グランド・ロマン「風と共に去りぬ　総集篇」（1968年1月-2月、帝国劇場）
  - 帝劇グランド・ロマン「風と共に去りぬ 第2部《完結篇》」（1967年6月 - 1967年8月、帝国劇場）
- 屋根の上のヴァイオリン弾き（1967年9月-10月、帝国劇場） - ホーデル
- 帝劇歌舞伎「忠臣蔵」（1968年3月-4月、帝国劇場）
- 明治太平記（1968年9月-10月、帝国劇場）
- 東宝現代劇「丼池」（1968年12月、帝国劇場）
- 売らいでか!亭主売ります（1968年初演 - 2017年） - 主演 ※数年に一度上演され、2017年7月で上演回数550回を超える
- ラ・マンチャの男 ドン・キホーテの物語（1969年11月-12月、帝国劇場） - アルドンサ
- 哀愁（1970年5月、帝国劇場）
- 日本美女絵巻「浮かれ式部」（1972年3月、帝国劇場）
- 歌麿（1972年5月-6月、帝国劇場）
- 下関くじら屋（1979年9月、帝国劇場） - 主演
- 喜劇「かえる屋　越中富山の萬金丹」（1980年10月、帝国劇場） - 主演
- 御宿かわせみ（1984年1月、帝国劇場） - 主演・るい 役
- 花の吉原つき馬屋（1984年7月、帝国劇場）
- 陽暉楼（1988年1月-2月、帝国劇場） - 主演
- 人生は、ガタゴト列車に乗って…（1989年、2000年2月、2013年、帝国劇場、東宝、シアター1010ほか） - 主演・井上マス 役　※2013年芸能生活60周年記念作品
- 雪の華 -忠臣蔵いのちの刻-（1990年12月、帝国劇場） - 主演
- 芝櫻（1996年11月、帝国劇場） - 主演
- 真室川の女（1996年、1998年、東京宝塚劇場、新歌舞伎座） - 主演
- ねぶたの女（1998年2月、帝国劇場　2000年、御園座） - 主演
- あばれ女将（1999年1月、帝国劇場） - 主演
- 八木節の女 上州かかあ天下物語（1999年9月、帝国劇場） - 主演
- 花のれん（2001年2月-3月、帝国劇場） - 主演・河島多加
- からくりお楽（2002年5月、帝国劇場） - 主演・お楽
- 喜劇「口八丁手八丁!」（2003年6月、帝国劇場） - 主演
- 喜劇「極楽町一丁目 〜嫁姑地獄篇〜」（2004年1月、芸術座）
- 喝采〜愛のボレロ（2004年7月、帝国劇場） - 主演・立花麗子 役　舞台生活50周年記念作品
- 喜劇「大吉夢家族 恋はいつでもサンバのリズムで!」（2005年12月、帝国劇場） - 主演
- ご存知!夢芝居一座 -大笑い!さくら＆まこと劇団 奮闘記-（2006年10月、帝国劇場） - 主演
- 肝っ玉姐さん奮闘記（2007年1月、名鉄ホール） - 主演
- 女将の花道 -笑売繁盛物語-（2010年1月、博多座） - 主演
- 喜劇「極楽町一丁目 -嫁姑千年戦争-」（2016年、シアター1010 ほか） - 主演・典子 [9]

### 映画
- 美貌の都（1957年、東宝・宝塚映画） - 綾子の姉
- ゴー!ゴー!若大将（1967年、東宝・宝塚映画） - 京奴
- 社長繁盛記（1968年、東宝） - 秋子 
  - 続・社長繁盛記（1968年、東宝） - 秋子
- 華麗なる闘い (1969年、東宝） - 本多夫人
- 遊侠列伝（1970年、東映） - お島
- 新座頭市・破れ!唐人剣（1971年） - お仙
- 博奕打ち外伝（1972年、東映） - 秀子
- 子連れ狼 死に風に向う乳母車（1972年、東宝）- 木颪の酉蔵
- まむしの兄弟 刑務所暮し四年半（1973年、東映）- 倉石優子
- どてらい男（1975年、東宝） - 糸路
- スプーン一杯の幸せ（1975年、松竹） - 梅村千恵
- 喜劇 百点満点（1976年、東宝） - 北上信子
- トラック野郎・男一匹桃次郎（1977年、東映） - 袴田由紀（和代）
- 悪魔が来りて笛を吹く（1979年、東映） - 風間敏江
- 五番町夕霧楼（1980年、松竹） - 夕霧楼女将・かつ枝

### テレビドラマ
- 大河ドラマ「太閤記」（1965年、NHK総合） - おふく
- 炎の青春（1965年、日本テレビ） - 紅子
- 金曜時代劇 鞍馬天狗（1969年、NHK総合） - お艶
- 鬼平犯科帳(松本幸四郎)（NET / 東宝）
  - 第1シリーズ 第6話「本所・桜屋敷」（1969年） ‐ おふさ
  - 第1シリーズ 第51話「艶婦の毒」（1970年） - おとよ
- 大坂城の女（1970年、関西テレビ）－亜弥（片桐且元の愛人）
- 芝櫻（1970年 - 1971年、フジテレビ） - 蔦代
- 恋愛術入門 第8話「明日も休診」（1970年12月6日、TBS / 国際放映） - 松田初江
- 旗本退屈男 第20話「山椒小僧」（1971年、フジテレビ / 東宝） - 山椒小僧新之介
- 人形佐七捕物帳 第12話「鶴の千番」（1971年、NET / 東宝） - 芸者お蔦
- 赤ひげ（1972年10月13日 - 1973年9月28日、NHK総合）- おせん
- 子連れ狼（1973年5月・1976年4月・日本テレビ）- 木颪の酉蔵
- ぶらり信兵衛 道場破り（1973年10月4日 - 1974年9月26日、フジテレビ / 東映） - こふね
- 唖侍鬼一法眼 第3話「火炎の街道」（1973年、日本テレビ）
- 破れ傘刀舟 悪人狩り 第9話「遊女の挽歌」（1974年、三船プロ / NETテレビ） - おしの
- 座頭市物語 第9話「二人座頭市」（1974年、フジテレビ）
- 伝七捕物帳 第43話「江戸錦  夫婦の花道」（1974年、日本テレビ） - 雪路
- ポーラ名作劇場「夢二慕情」（1975年8月18日 - 10月6日、テレビ朝日）  - たまき
- 影同心II（1975年10月18日 - 1976年3月27日、毎日放送） - 主演・香月尼
- ベルサイユのトラック姐ちゃん（1976年4月30日 - 9月17日、NET）- 主演・花村夕子
- 桃太郎侍 （日本テレビ）
  - 第23話「涙でうたう子守唄」（1977年）- 駒吉
  - 第103話「呑んべえ芸者騒動記」（1978年）- 春千代
  - 第128話「琉球を食う鬼退治」（1979年）- おゆう
- 新・座頭市 第26話「鴉カァーとないて市が来た」（1977年、フジテレビ） - おぬい
- たんぽぽ 第4シリーズ（1977年5月9日 - 10月31日、日本テレビ） - 戸村雪
- 家族（1977年11月10日 - 1978年11月2日、TBS） - 外川つる子
- 横溝正史シリーズ（毎日放送）
  - 獄門島（1977年7月30日 - 8月20日） - お志保
  - 迷路荘の惨劇（1978年10月14日 - 28日） - 篠崎倭文子
- 吉宗評判記 暴れん坊将軍 第31話「御狩場から消えた女」（1978年、テレビ朝日 / 東映） - お駒
- 高木彬光シリーズ 白昼の死角（1979年8月4日 - 9月29日、毎日放送）
- 水曜ドラマ「日本巖窟王」（1979年、NHK総合） - お夕
- 半七捕物帳（1979年、テレビ朝日 / 歌舞伎座テレビ） - 文字房
- 金曜劇場（日本テレビ）
  - 欽ちゃんドラマ・Oh!階段家族!!（1979年4月 - 9月）
  - 欽ちゃん劇場・とり舵いっぱーい!（1979年 - 1980年）
  - 欽ちゃんのちゃーんと考えてみてネ!（1980年 - 1981年）
- 東芝日曜劇場（TBS） 
  - 女たちの忠臣蔵（1979年12月9日） - おけい 役
  - おふくろの青春（1980年7月13日、北海道放送） - 主演[10]
  - かあちゃんと息子（1989年8月13日） - 主演
- 水戸黄門 第10部 第26話「日本晴れ‼水戸街道 -水戸-」（1980年2月11日、TBS / C.A.L） - 志津
- 松本清張の駆ける男（1980年7月19日、テレビ朝日 / 松竹） - 主演・村川英子
- 木曜ゴールデンドラマ「松本清張の強き蟻」（1981年6月25日、よみうりテレビ / 東映） - 主演・沢田伊佐子
- 花王 愛の劇場「母も娘も」（1983年1月5日 - 2月25日、TBS） - 主演・吉見克代
- 女たちの大坂城（1983年11月3日、よみうりテレビ） - 北政所（特別出演）
- 土曜ドラマ「結婚する手続き」（1988年10月8日 - 22日、NHK総合）
- おふくろシリーズ（フジテレビ） - 主演
  - お・ふ・く・ろ（1985年5月3日）
  - おふくろ殿（1986年5月2日）
  - 俺の・おふくろ!（1986年5月2日）
  - 母ーちゃん（ちゃーちゃん）（1988年5月6日）
  - おふくろに脱帽!!（1989年5月6日）
  - おふくろに乾杯!!（1990年5月4日）
  - おふくろに…万歳!!（1991年5月3日）
  - おふくろに…喝采!（1992年5月8日）
  - おふくろに…敬礼!!（1993年5月28日）
  - おふくろに花束を!（1994年5月27日）
  - おふくろの逆襲（1995年6月2日）
  - おふくろの挑戦（1996年6月14日）
  - おふくろからありがとう（1997年5月30日）
  - おふくろに捧げる歌（1998年6月5日）
  - おふくろの旅立ち（1999年6月4日）
  - おふくろの歓喜の歌（2000年5月26日）
  - おふくろのお節介（2001年8月17日）
    - 続・おふくろのお節介（2003年6月20日）
- 火曜サスペンス劇場（日本テレビ）
  - 偽りの未亡人（1983年10月18日） - 主演・桂春代
  - 行きずりの殺意（1984年6月12日） - 主演
  - 面影は共犯者（1985年1月22日） - 主演
  - 悪魔が忍び込む（1985年7月2日、東映） - 主演
  - 妻の疑惑（1986年1月7日、東映） - 主演
  - 空白の実験室（1986年5月27日、東映） - 主演
  - 監察医・室生亜季子シリーズ 全37作（1986年12月23日 - 2007年3月27日、東映） - 主演・室生亜季子
- 水曜ドラマスペシャル「㊙女保険調査員」（1986年12月10日、TBS） - 主演
  - 土曜ドラマスペシャル「㊙女保険調査員2」（1989年7月15日、TBS） - 主演
- 土曜ワイド劇場（テレビ朝日）
  - 尼さん探偵シリーズ 全5作（1989年4月15日 - 1994年4月23日、朝日放送） - 主演・妙心尼 
    - バツイチ駆け込み尼寺探偵局（1999年11月20日） - 主演・月心尼

  - 女調査員・おでん屋“ぽんた”探偵局（1996年7月20日・1998年8月15日、朝日放送）  - 主演・時田早苗
- 月曜ミステリー劇場（TBS）
  - 「かあさん保護司 神崎アイの熱血事件簿」（2001年12月17日、毎日放送） - 主演・神崎アイ
  - 特選ミステリー劇場「熱血かあさん事件簿2」（2006年9月28日、TBS） - 主演 ※撮影は2003年
- 女と愛とミステリー「浜木綿子サスペンス・殺意の川 尼寺説法殺人事件」（2004年3月3日、テレビ東京） - 主演・順心尼

### その他のテレビ番組
- 三枝の爆笑美女対談（関西テレビ）
- 徹子の部屋（テレビ朝日）
- 花王ファミリースペシャル「浜木綿子 おんな一筋!」（1993年2月14日、フジテレビ）
- 第29回 年忘れにっぽんの歌（1996年12月31日、テレビ東京）
- ボクらの時代（2013年3月10日、フジテレビ）

### コマーシャル
- 岩谷産業
- 夕月かまぼこ